# Ārmīsh
Ārmīsh (persiska: آرمیش, Ārmesh) är en ort i Iran.   Den ligger i provinsen Khuzestan, i den centrala delen av landet, 500 km söder om huvudstaden Teheran. Ārmīsh ligger 147 meter över havet och antalet invånare är 586.
Terrängen runt Ārmīsh är platt åt sydväst, men åt nordost är den kuperad. Runt Ārmīsh är det ganska tätbefolkat, med 58 invånare per kvadratkilometer. Närmaste större samhälle är Jāyezān, 7,4 km söder om Ārmīsh. Trakten runt Ārmīsh är ofruktbar med lite eller ingen växtlighet.